# Hermanniella aristosa
Hermanniella aristosa är en kvalsterart som beskrevs av Aoki 1965. Hermanniella aristosa ingår i släktet Hermanniella och familjen Hermanniellidae. Inga underarter finns listade i Catalogue of Life.